# Раздольный (Смоленский район)
Раздольный — посёлок в Смоленском районе Алтайского края. Входит в состав Кировского сельсовета.

## География
Расположен на левом берегу реки Песчаная, в 1 км к северо-западу от центра поселения — посёлка Кировский.

## Население
| 1997 | 1998 | 1999 | 2000 | 2001 | 2002 |
| ---- | ---- | ---- | ---- | ---- | ---- |
| 138  | ↘132 | ↗139 | ↗142 | ↘134 | ↗139 |
| 2003 | 2004 | 2005 | 2006 | 2007 | 2008 |
| ↘135 | ↗139 | ↗140 | →140 | ↘130 | ↗132 |
| 2009 | 2010 | 2011 | 2012 | 2013 |      |
| ↗147 | ↘136 | ↘133 | ↗134 | →134 |      |

Национальный состав
Согласно результатам переписи 2002 года, в национальной структуре населения русские составляли 88 %.